# Braxton County
Braxton County ist ein County im Bundesstaat West Virginia der Vereinigten Staaten. Der Verwaltungssitz (County Seat) ist Sutton. Das U.S. Census Bureau hat bei der Volkszählung 2020 eine Einwohnerzahl von 12.447 ermittelt.

## Geographie
Das County liegt etwas nordöstlich des geographischen Zentrums von West Virginia und hat eine Fläche von 1337 Quadratkilometern, wovon sieben Quadratkilometer Wasserfläche sind. Es grenzt im Uhrzeigersinn an folgende Countys: Lewis County, Webster County, Nicholas County, Clay County, Calhoun County und Gilmer County.

## Geschichte
Braxton County wurde am 15. Januar 1836 aus Teilen des Kanawha County, Lewis County und Nicholas County gebildet. Benannt wurde es nach Carter Braxton, einem Mitglied des Repräsentantenhauses und Unterzeichner der Unabhängigkeitserklärung der Vereinigten Staaten.

## Demografische Daten
Nach der Volkszählung im Jahr 2000 lebten im Braxton County 14.702 Menschen in 5.771 Haushalten und 4.097 Familien. Die Bevölkerungsdichte betrug 11 Einwohner pro Quadratkilometer. Ethnisch betrachtet setzte sich die Bevölkerung zusammen aus 98,02 Prozent Weißen, 0,69 Prozent Afroamerikanern, 0,35 Prozent amerikanischen Ureinwohnern, 0,11 Prozent Asiaten, 0,05 Prozent Bewohnern aus dem pazifischen Inselraum und 0,08 Prozent aus anderen ethnischen Gruppen; 0,71 Prozent stammten von zwei oder mehr Ethnien ab. 0,44 Prozent der Bevölkerung waren spanischer oder lateinamerikanischer Abstammung.
Von den 5.771 Haushalten hatten 30,3 Prozent Kinder und Jugendliche unter 18 Jahre, die bei ihnen lebten. 57,3 Prozent waren verheiratete, zusammenlebende Paare, 9,2 Prozent waren allein erziehende Mütter, 29,0 Prozent waren keine Familien, 25,2 Prozent waren Singlehaushalte und in 12,4 Prozent lebten Menschen im Alter von 65 Jahren oder darüber. Die Durchschnittshaushaltsgröße betrug 2,46 und die durchschnittliche Familiengröße lag bei 2,92 Personen.
Auf das gesamte County bezogen setzte sich die Bevölkerung zusammen aus 22,8 Prozent Einwohnern unter 18 Jahren, 7,5 Prozent zwischen 18 und 24 Jahren, 28,1 Prozent zwischen 25 und 44 Jahren, 25,8 Prozent zwischen 45 und 64 Jahren und 15,8 Prozent waren 65 Jahre alt oder darüber. Das Durchschnittsalter betrug 40 Jahre. Auf 100 weibliche Personen kamen 102,6 männliche Personen. Auf 100 Frauen im Alter von 18 Jahren oder darüber kamen statistisch 103,0 Männer.

Das jährliche Durchschnittseinkommen eines Haushalts betrug 24.412 USD, das Durchschnittseinkommen der Familien betrug 29.133 USD. Männer hatten ein Durchschnittseinkommen von 27.560 USD, Frauen 17.778 USD. Das Prokopfeinkommen betrug 13.349 USD. 17,9 Prozent der Familien und 22,0 Prozent der Bevölkerung lebten unterhalb der Armutsgrenze. Davon waren 27,9 Prozent Kinder oder Jugendliche unter 18 Jahre und 13,7 Prozent waren Menschen über 65 Jahre.

## Orte im Braxton County
Das Braxton County ist in vier Gemeinden unterteilt, wovon alle den Status einer Town besitzen.
Towns
- Burnsville
- Flatwoods
- Gassaway
- Sutton

andere Unincorporated Communities
| - Arnett - Bison - Bonnie - Canfield - Caress - Centralia - Chapel - Clem - Copen | - Corley - Cutlips - Dingy - Duck - Elmira - Exchange - Falls Mill - Flower - Frametown | - Gem - Gip - Glendon - Heaters - Herold - Home - Joppa - Letch | - Little Birch - Little Otter - Napier - Newville - Orlando - Riffle - Rollyson - Rosedale | - Servia - Strange Creek - Tague - Tesla - Thrash - Two Lick Run - Waggy - Wilsie |